# 维尔门罗德
维尔门罗德是德国莱茵兰-普法尔茨州的一个市镇。总面积3.63平方公里，总人口686人，其中男性345人，女性341人（2011年12月31日），人口密度189人/平方公里。